# أغنيس جيكل
أغنيس جيكل (بالإنجليزية: Agnes Jekyll)‏ (12 أكتوبر 1861، اسكتلندا في المملكة المتحدة - 28 يناير 1937 في المملكة المتحدة)؛ كاتِبة وروائية بريطانية. درست في كلية الملك في لندن.

## معرض صور

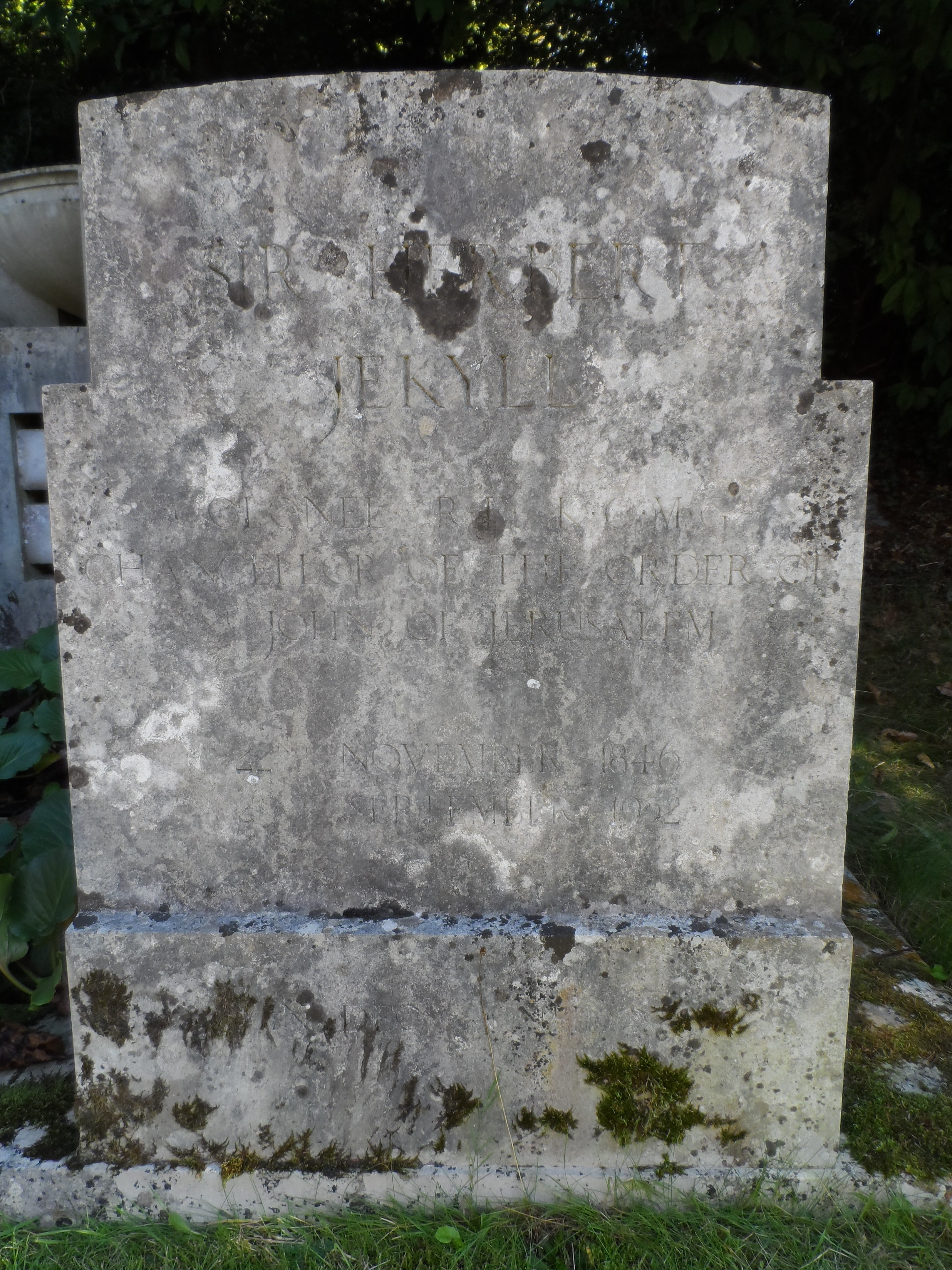
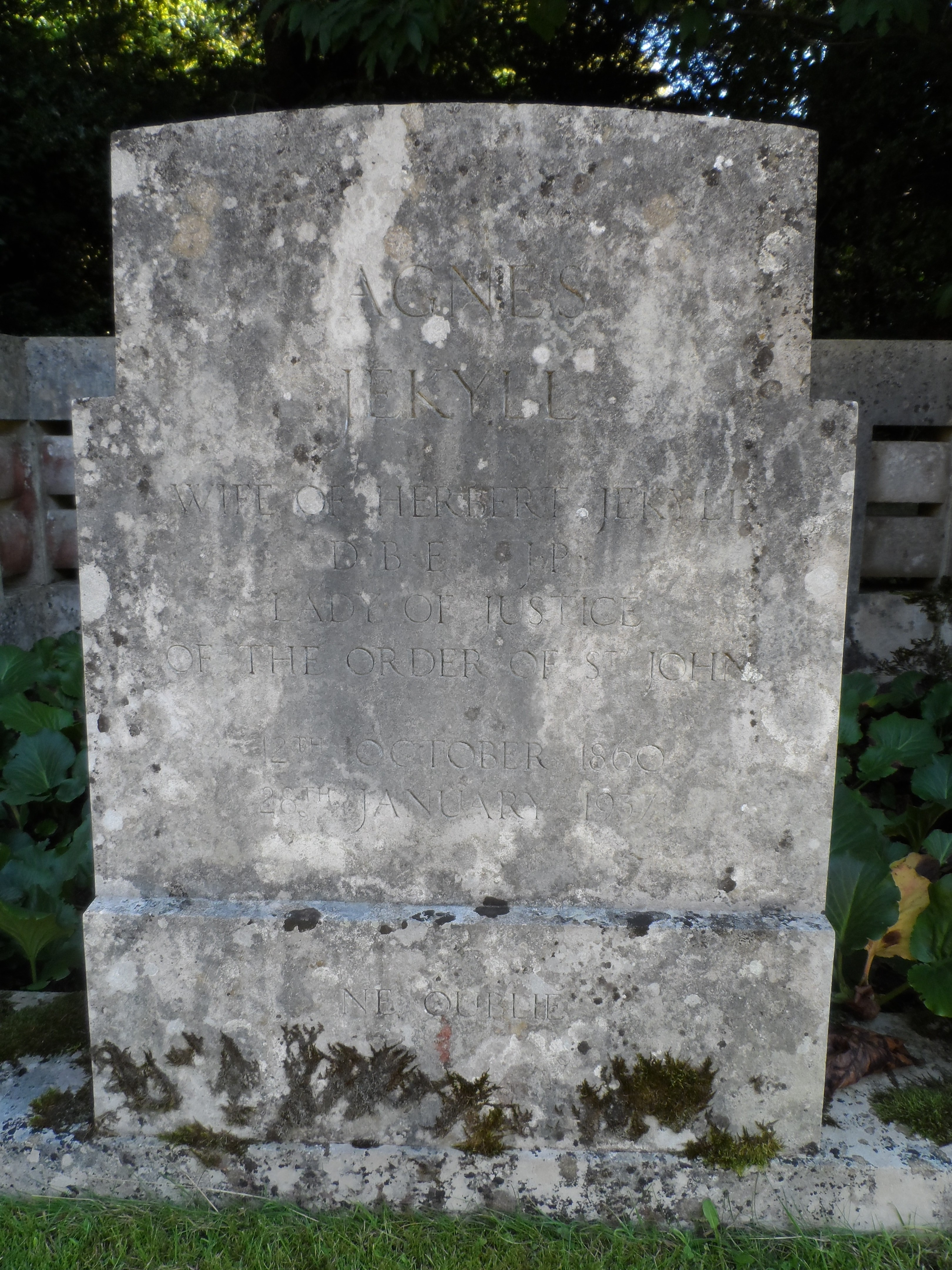
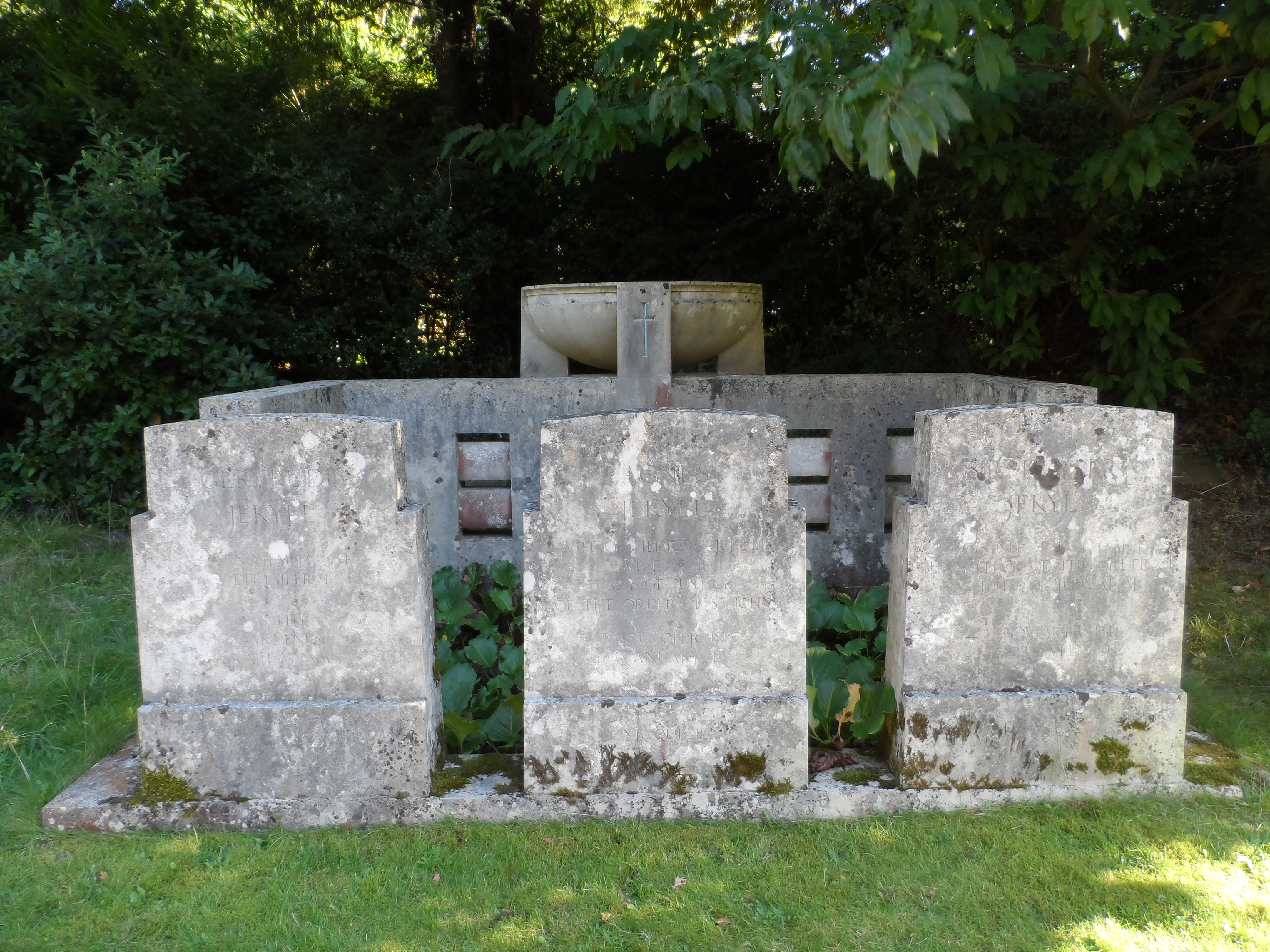